# 両都両港開市開港延期問題
両都両港開市開港延期問題（りょうとりょうこうかいしかいこうえんきもんだい）は、日本の幕末期における外交問題。江戸幕府は安政五カ国条約によって、江戸・大阪（両都）の開市と新潟・兵庫（両港）の開港を約束していたが、国内問題によって、それを遅延せざるをえなくなった問題である。
幕府は交渉のため、文久遣欧使節（正使・竹内保徳）を送り、最終的にロンドン覚書やパリ覚書によって遅延が認められたが、代わりに輸入関税の低減化や特定品目の輸出自由化などの代償を負うことになった。

## 概要
1858年、江戸幕府は開国を迫る欧米列強と相次いで修好通商条約を結ぶ（安政五カ国条約）。その中で、横浜・長崎・箱館の3港が開かれることが決められたが、それ以外にも期限付きで両都（江戸・大坂）両港（新潟・兵庫）の開市開港が定められていた。これらの時期は、新潟を1860年1月、江戸を1862年1月、大坂・兵庫を1863年1月と決められていた。
しかし、欧米との金銀交換率の差に端を発する激しいインフレーション、攘夷運動などによって、国内問題が山積する。さらに、朝廷は大坂開市と兵庫開港に猛反発したため、幕府は期日通りの開市開港は無理と見て、諸外国に開市開港延期を申し出る。アメリカ公使タウンゼント・ハリスは、幕閣とも親しく実情を理解していたこともあり、延期やむを得ずとしたが、英国公使ラザフォード・オールコックは断固反対であった。このため、幕府は欧州本国政府との直接交渉のため、文久遣欧使節を欧州に派遣することとする。
しかし、文久元年7月9日と翌10日（1861年8月14日、15日）、オールコックは老中安藤信正、若年寄酒井忠毗に通訳を加えただけの秘密会談を持ち、攘夷運動の深刻さとこれに対する幕府の力の限界を知る。この会談の後、オールコックは開港開市延期の必要性を理解し、本国政府にその旨を伝えるとともに、自身の休暇帰国を遣欧使節の日程と合わせ、直接本国政府に開港開市延期を訴えることとする。
使節団は最初フランスへ赴くが交渉は不調に終わり（この時点で英国の方針変更は伝えられていなかった）、イギリスへと向かう。使節団は英外相ラッセルと談判したが、オールコックの支援もあり、文久2年5月9日（1862年6月6日）、開市開港を1863年1月1日より5年遅らせることを定めたロンドン覚書を締結する。以後はイギリスの取り成しもあり、プロイセン・ロシア・オランダ・ポルトガルとも同様に締結し、同年8月9日（10月2日）には仏外相とパリ覚書を締結する。
これら協定は、延期を認める代わりに、関税の低減化や生糸などの輸出自由化を日本に約束させ、また大名との直の取引や日本商人の身分限定の解除を認めさせた。そして、これらが守られない場合は、延期の取り消しが定められた。
アメリカとは公使ロバート・プルインと交渉が続けられ、文久3年12月20日（1864年1月28日）に江戸で延期を認めるロンドン覚書と同様の日米約定が結ばれた。

## その後
開市開港の延期はなったものの、その後の道程は平坦ではなかった。攘夷運動は収まる気配を見せず、将軍徳川家茂は朝廷の圧力に屈し、文久3年5月10日（1863年6月25日）をもっての攘夷実行を約束させられた。同日、長州藩は下関の砲台から外国船への砲撃を開始、下関海峡は封鎖された。日本に戻ったオールコックは、武力による解決を決心し、下関戦争が勃発する。これに勝利した英・仏・蘭・米の四カ国連合軍に対し、幕府は自らが賠償交渉を行うことにした。オールコックの後任の英国公使ハリー・パークスは、条約に対する天皇の勅許と兵庫の早期開港を求め、慶応元年9月（1865年11月）、8隻からなる3カ国連合艦隊（米国は代理公使のみ派遣）を大坂に派遣し、その圧力の下、第一次長州征討のため京都にいた幕府首脳と交渉した。結果、安政五カ国条約に対する勅許と関税率改定を勝ち取る（翌年に改税約書が締結）。幕府は兵庫の早期開港は拒否したが、協定通りの開港は約束した。しかし、実際にはこのとき孝明天皇は兵庫開港には勅許を与えておらず、幕府が勅許を得たのは慶応3年5月24日（1867年6月26日）のことであった。
兵庫開港を協約通り実行させるため、英・仏・米の3ヵ国は18隻の大艦隊を兵庫に派遣した。大艦隊が見守る中、大阪・兵庫は慶応3年12月7日（1868年1月1日）に開市開港された。その1ヵ月後の慶応4年/明治元年1月3日（1月28日）、鳥羽・伏見の戦いが勃発、勝利した新政府は1月15日（2月8日）に新政府が外国との条約を引き継ぐ旨を宣言した。しかしながら、その後も戊辰戦争は続き、江戸・新潟の開市開港は1年遅れて明治元年11月19日（1869年1月1日）となった。既に、幕府は消滅し、江戸は東京と改称されていた。